# Craigavon
Craigavon is de hoofdplaats van het gelijknamige district in Noord-Ierland. Craigavon ligt op de zuidoever van Lough Neagh en telt 57.651 inwoners.
Het is een geheel geplande New Town, waarvan de bouw in 1965 is begonnen, die een lijnvormige stad moest worden die Lurgan en Portadown moest verbinden en insluiten, maar uiteindelijk is slechts ongeveer de helft, met het centrale woongebied, gerealiseerd.
De stad is vernoemd naar James Craig de eerste eerste minister van Noord-Ierland.
Van de bevolking is 49,1% protestant en 48,4% katholiek.